# Takayoshi Tanimoto

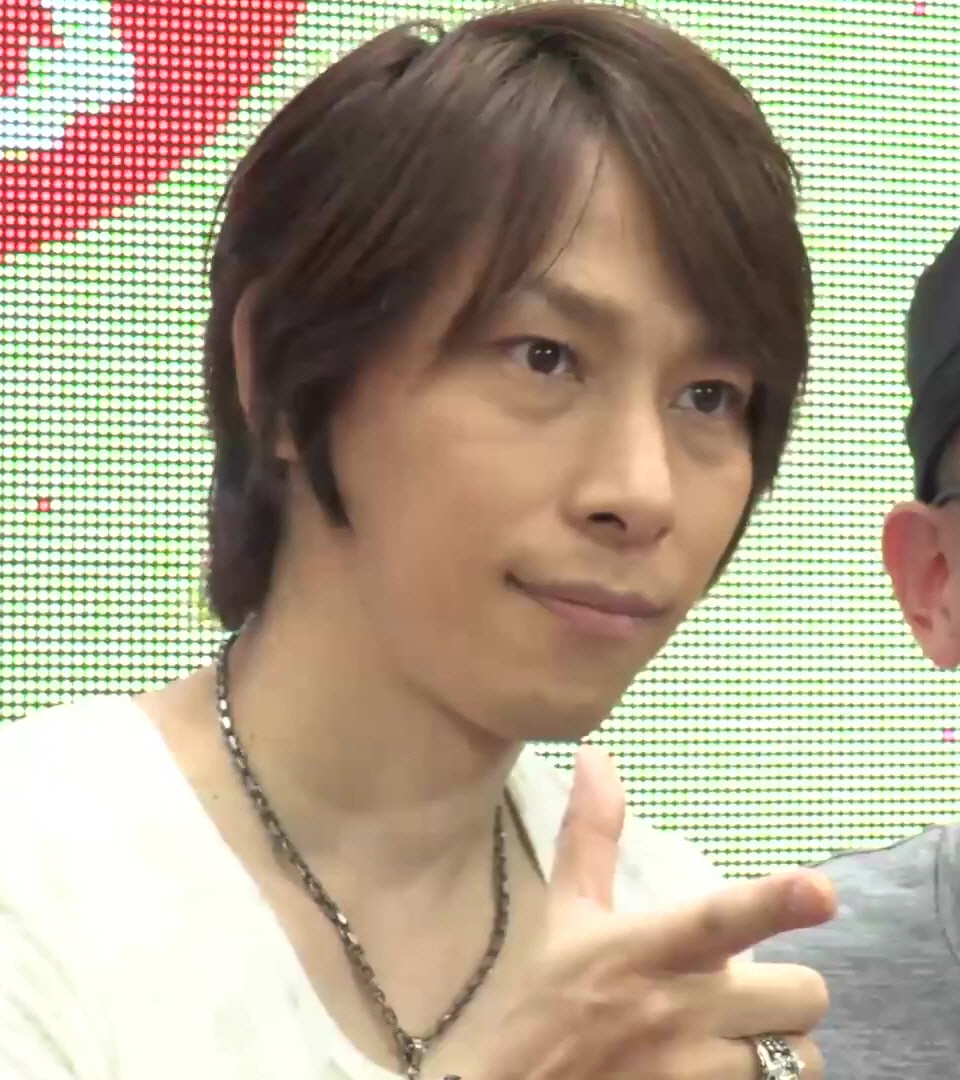
Takayoshi Tanimoto, 2016

Takayoshi Tanimoto (jap. 谷本 貴義, Tanimoto Takayoshi; * 14. April 1975 in Kure) ist ein japanischer Sänger, der für seine Titellieder in Digimon und Zatch Bell bekannt ist. Zu seinen bekanntesten Arbeiten zählen die Titel Dragon Soul und Yeah! Break! Care! Break! für Dragon Ball Kai sowie der Opening-Song Mikakunin Hikousen für Digimon Adventure:.

## Überblick
Zu Tanimotos Werken gehört unter anderem One Vision, die Melodie zur Matrix Evolution in Digimon Tamers. Er sang dazu die Hauptmelodie für DarkKnightmon und Kiriha in Teil 2 von Digimon Fusion sowie zwei der drei Eröffnungslieder für den Anime Zatch Bell!, Kimi ni Kono Koe ga Todokimasu you ni (wörtlich Ich hoffe, meine Stimme wird dich erreichen) und Mienai Tsubasa (wörtlich Unsichtbare Flügel). Dazu kommt das Intro für die Super-Sentai-Serie Jūken Sentai Gekiranger.
Tanimoto sang das Opening Dragon Soul und das Ending Yeah! Break! Care! Break! für die Serie Dragon Ball Kai, die überarbeitete und wiederbelebte Version der Anime-Serie Dragon Ball Z. Die Single Dragon Soul wurde am 20. Mai 2009 veröffentlicht, erreichte den 23. Platz in der Oricon-Single-Liste und blieb 11 aufeinanderfolgende Wochen darin bestehen. Die Single von Yeah! Break! Care! Break! wurde am 24. Juni veröffentlicht, erreichte ebenfalls den 23. Platz in der Oricon-Single-Tabelle und blieb 6 aufeinanderfolgende Wochen in den Charts.